# Mater Dei (film 1950)
Mater Dei è un film del 1950, scritto e diretto da Emilio Cordero con la consulenza religiosa di Giacomo Alberione. È il primo lungometraggio a colori realizzato in Italia che venne filmato con il sistema Ansco Color derivato dalla Agfacolor tedesca.
Il film narra la vita di Maria, madre di Gesù. 
Il film venne distribuito principalmente nei cinema parrocchiali.